# Anais Mali
Pour les articles homonymes, voir Mali (homonymie).
Anais Mokngar Mali, née le 22 janvier 1988 à Toulon, est un mannequin français d'origine tchadienne et polonaise.

## Biographie

### Enfance
Élevée en France, elle est la fille d'une mère tchadienne et d'un père polonais.

### Carrière
En 2009, Anaïs Mali est repérée dans un pub de Nice. Elle tente ensuite sa chance à New York et signe avec Wilhelmina Models. Pour être engagée, elle est « obligée de mentir sur son âge » étant jugée « trop vieille » pour ses débuts. Elle affirme donc être née en 1991 au lieu de 1988, sa véritable année de naissance (elle révèle cet élément dans l'émission Salut les Terriens ! en octobre 2017).[réf. souhaitée] Elle débute en défilant pour Vivienne Westwood et Betsey Johnson, et en apparaissant dans les campagnes publicitaires de J.Crew et Levi's.
En 2010, elle quitte l'agence Wilhelmina Models pour Ford NY.
En janvier 2011, elle pose pour le magazine Vogue Italia et est photographiée par Steven Meisel. La même année, elle apparaît également dans les pages du Vogue américain de février, mars, avril et août ainsi que dans le Vogue Paris d'octobre.
Au cours de sa carrière, elle a défilé pour les marques Vivienne Westwood, Marc Jacobs, Louis Vuitton, Zuhair Murad, Carolina Herrera, Vera Wang, Michelle Smith,Loewe, Donna Karan, Emmanuel Ungaro, Chloé Christian Dior, Thierry Mugler, Nina Ricci, Emilio Pucci, Tom Ford ou encore Diane von Fürstenberg.
Anais Mali apparaît dans les magazines de mode Love, Harper's Bazaar, V ou encore i-D. Elle a également fait la couverture de Madame Figaro et W (Corée).

## Liens
- Ressources relatives à la mode :   - Fashion Model Directory
  - Models.com